# Астиг
Астиг (фр. Astugue) насеље је и општина у јужној Француској у региону Миди Пирене, у департману Горњи Пиринеји која припада префектури Бањер де Бигор.
По подацима из 2011. године у општини је живело 282 становника, а густина насељености је износила 35,43 становника/km². Општина се простире на површини од 7,96 km². Налази се на средњој надморској висини од 650 метара (максималној 733 m, а минималној 391 m).

## Демографија
| 1962. | 1968. | 1975. | 1982. | 1990. | 1999. | 2011. |
| ----- | ----- | ----- | ----- | ----- | ----- | ----- |
| 194   | 225   | 185   | 171   | 204   | 219   | 282   |

График промене броја становника у току последњих година